# Velocidad angular constante

Comparación de varias formas de almacenamiento en disco que muestran la configuración de las pistas (no a escala); el triángulo verde indica el inicio y el rojo indica el final.
Algunas grabadoras de CD-R (W) y DVD-R (W)/DVD+R(W) funcionan en los modos ZCLV, CAA o CAV

En almacenamiento óptico, la expresión velocidad angular constante (CAV; constant angular velocity en inglés) sirve para denominar una característica de las unidades de disco óptico diseñadas para leer o grabar datos mientras el disco gira siempre a la misma velocidad. Una unidad o disco que funciona en modo CAV mantiene una velocidad angular constante, en contraste con los sistemas de velocidad lineal constante (CLV), en los que se ajusta la velocidad de giro para mantener uniforme la tasa de lectura de datos regularmente espaciados.
Una unidad de CD-ROM típica funciona en modo CLV, en contraste con las unidades de disquete, los discos duros, o los tocadiscos, que funcionan con velocidades de giro constante. En el modo CAV, el motor hace girar el disco a una velocidad constante, lo que hace que el medio pase por el cabezal de lectura/escritura más rápido cuando el cabezal se encuentra en el exterior del disco. Por el contrario, en el modo CLV, la velocidad del motor va variando de modo que el medio pasa por debajo del cabezal a la misma velocidad, independientemente de en qué parte del disco esté situado.
Si el disco se graba con la misma densidad de datos por segundo en todo momento, cuando se lee o escribe en el modo CAV, la tasa de datos es mayor para las pistas internas que para las externas, mientras que en el modo CLV, la tasa de datos es la misma en todas partes.
Una ventaja del modo de velocidad angular constante sobre el de velocidad lineal constante es que el mecanismo de accionamiento es más fácil de diseñar, y por lo tanto, menos costoso de construir. Otra ventaja es que un dispositivo puede pasar de leer una parte de un disco a leer otra parte más rápidamente, porque en el modo CLV, cuando el dispositivo mueve la cabeza hacia adentro o hacia afuera, debe cambiar la velocidad del disco.

## Dimensiones

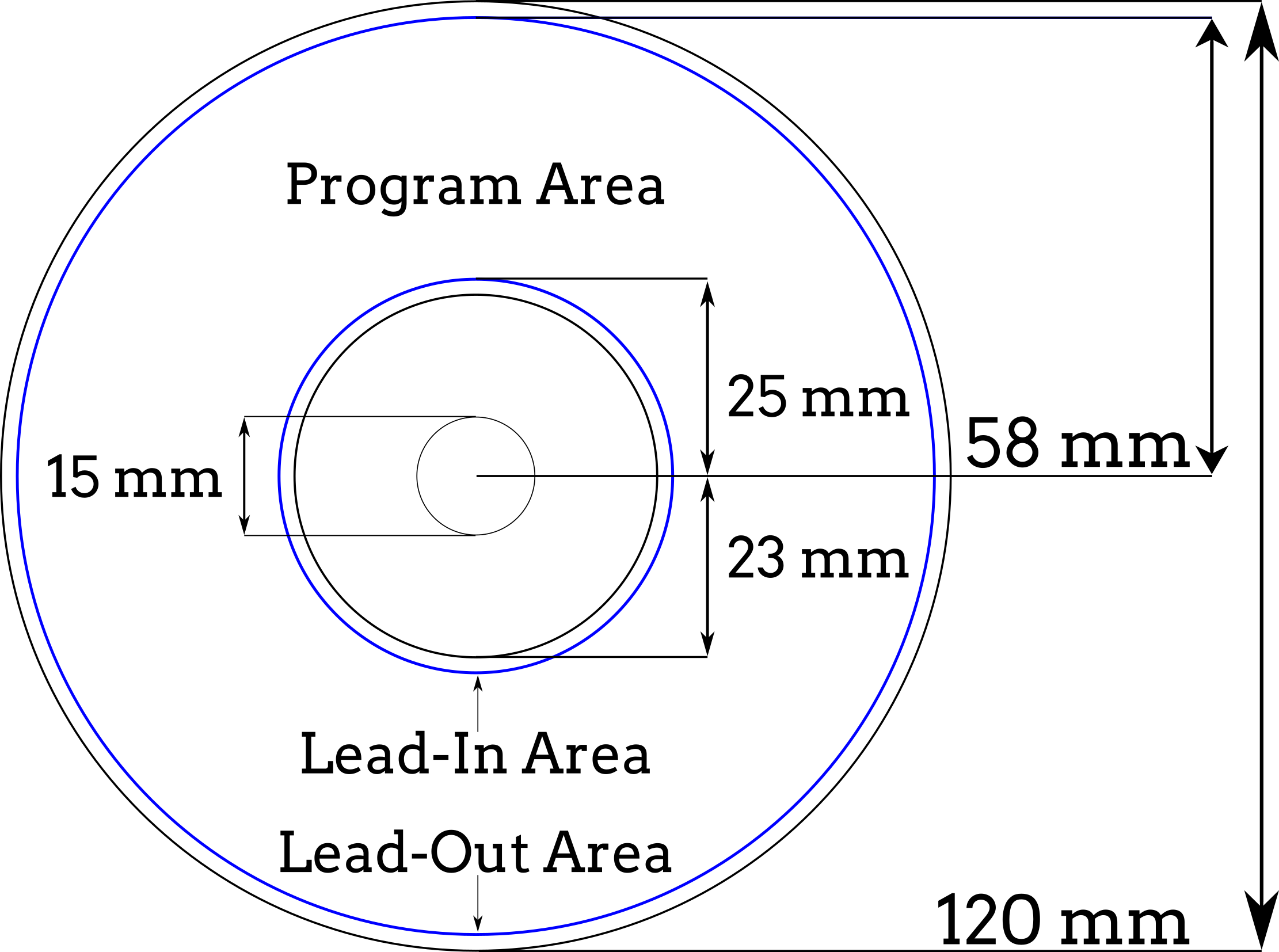
Dimensiones de un disco óptico estándar dr 12 cm de diámetro

En el caso de un disco de 12 cm de diámetro estándar, se accede a los datos en el borde más externo (6 cm desde el centro) a 2,4 veces la velocidad de los datos en el borde interno del área del programa que contiene datos (a 2,5 cm desde el centro).
Para un mini disc con un diámetro de 8 cm (radio de 4 cm), la relación de velocidad del borde de datos externo e interno es 1,6.
Esto significa que, por ejemplo, si se accede a un disco a una velocidad angular constante de ×24, la velocidad equivalente es de ×24 mientras se accede en el borde más externo del área de datos, mientras que es ×10 en el área de datos más interna.

## Utilización

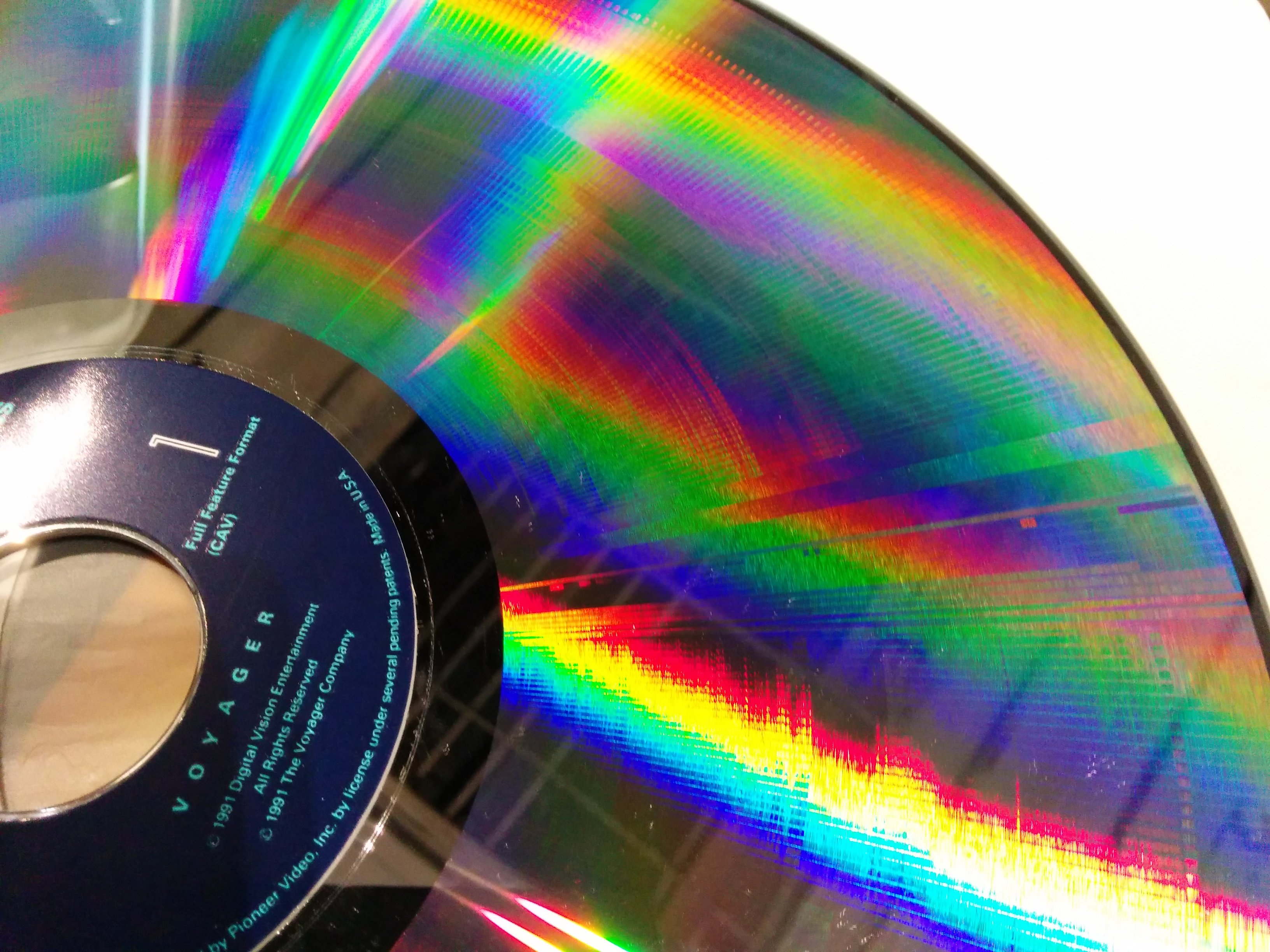
Laserdisc de velocidad angular constante (CAV), mostrando la configuración de campo NTSC y las líneas de exploración individuales

Los discos fonográficos siempre han utilizado el sistema CAV, incluidos los CED diseñados para contener señales de video.
Algunas unidades de CD y DVD de alta velocidad usan sistemas CAV, lo que permite obtener tiempos de acceso más cortos porque no es necesario cambiar la velocidad de rotación (velocidad angular) cuando el láser busca a través del disco, de manera similar al cabezal de una unidad de disco duro. También permite disponer de velocidades de escritura más rápidas en medios grabables (por ejemplo, CD-R,  DVD±R, BD-R) porque el disco puede girar a la mayor velocidad angular físicamente posible durante todo el proceso de escritura. Se pueden alcanzar velocidades lineales (lectura y escritura de datos) 2,4 veces más altas en el borde exterior del disco con la misma velocidad de rotación.
El sistema CAV se utilizó en Laserdisc con formatos interactivos, así como en ediciones especiales de ciertas películas, permitiendo obtener fotogramas fijos perfectos y el acceso aleatorio a cualquier fotograma dado en un disco. El tiempo de reproducción, sin embargo, era de 30 minutos por cada cara (estos discos también se conocen como de "reproducción estándar"), en contraposición a los 60 minutos en cada cara para los discos basados en el sistema de velocidad lineal constante ("reproducción extendida").
También se utiliza con los discos Nintendo GameCube y Wii, Xbox original y GD-ROM de Sega.

### Velocidad angular constante parcial (P-CAV)
Si el medio utilizado (por ejemplo, variantes de DVD-RAM) tiene una limitación de velocidad lineal (escritura) que no se puede alcanzar con velocidades angulares (de rotación) soportadas físicamente en el borde interior del área grabable, la escritura del disco puede comenzar con una velocidad angular constante, hasta que la velocidad lineal creciente haya alcanzado la limitación de velocidad de escritura del disco. En ese punto, la unidad cambia al sistema de escritura con una velocidad lineal constante.